# Tetewen
Tetewen (bulgarisch Тетевен) ist eine Stadt in der gleichnamigen Gemeinde und der Oblast Lowetsch im Norden Bulgariens.
Die Stadt ist ein Tourismuszentrum und steht unter Denkmalschutz (Architektur-Reservat), einige Häuser wurden zu Kulturdenkmälern erklärt. Darüber hinaus ist Tetewen eines der 100 nationalen touristischen Objekte in Bulgarien.

## Lage
Tetewen liegt eingebettet zwischen dem Tetewener Balkan und dem Wassiljowska Gebirge, an beiden Ufern des Flusses Beli Wit. Die Stadt befindet sich ca. 116 km nordöstlich der bulgarischen Hauptstadt Sofia, 74 km südwestlich von Lowetsch, 60 km westlich von Trojan, 23 km südöstlich von Jablaniza und 54 km östlich von Botewgrad.

## Geschichte
Schon im Altertum war die Region um Tetewen besiedelt. In thrakischer Zeit lebte hier der Stamm der Serden. Später schlossen die Römer dieses Gebiet in ihre Serdika-Strategie ein. Aus dem bulgarischen Mittelalter stammt das Elias-Kloster (Sweti Ilija).
Der älteste Nachweis einer Besiedlung stammt aus dem Jahre 1421 unter dem Namen Tetewjan. Es wird vermutet, dass die Stadt ihren Namen von der Familie des Boljaren Tetjo (Tetjov-Festung), die sich in der Gegend niedergelassen haben, ableitet.

## Sehenswürdigkeiten
- Historisches Museum
- Elias-Kloster
- Kloster Glozhen
- Allerheiligenkirche (Wsech Swetich), erbaut 1834
- Bobew-Haus, Tuikowa-Haus, Hadschiiwanow-Haus, Jorgow-Haus
- Kunstgalerie der Tetewener Ikonostasenschule

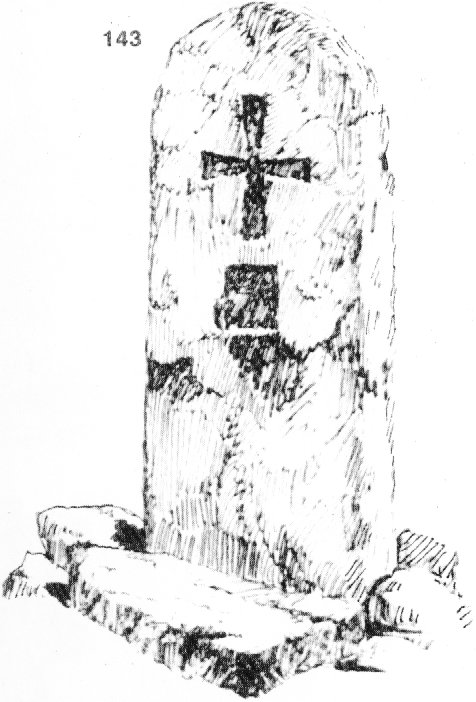
Das Petrowski-Kreuzgewölbe, entworfen von Iwan Entschew
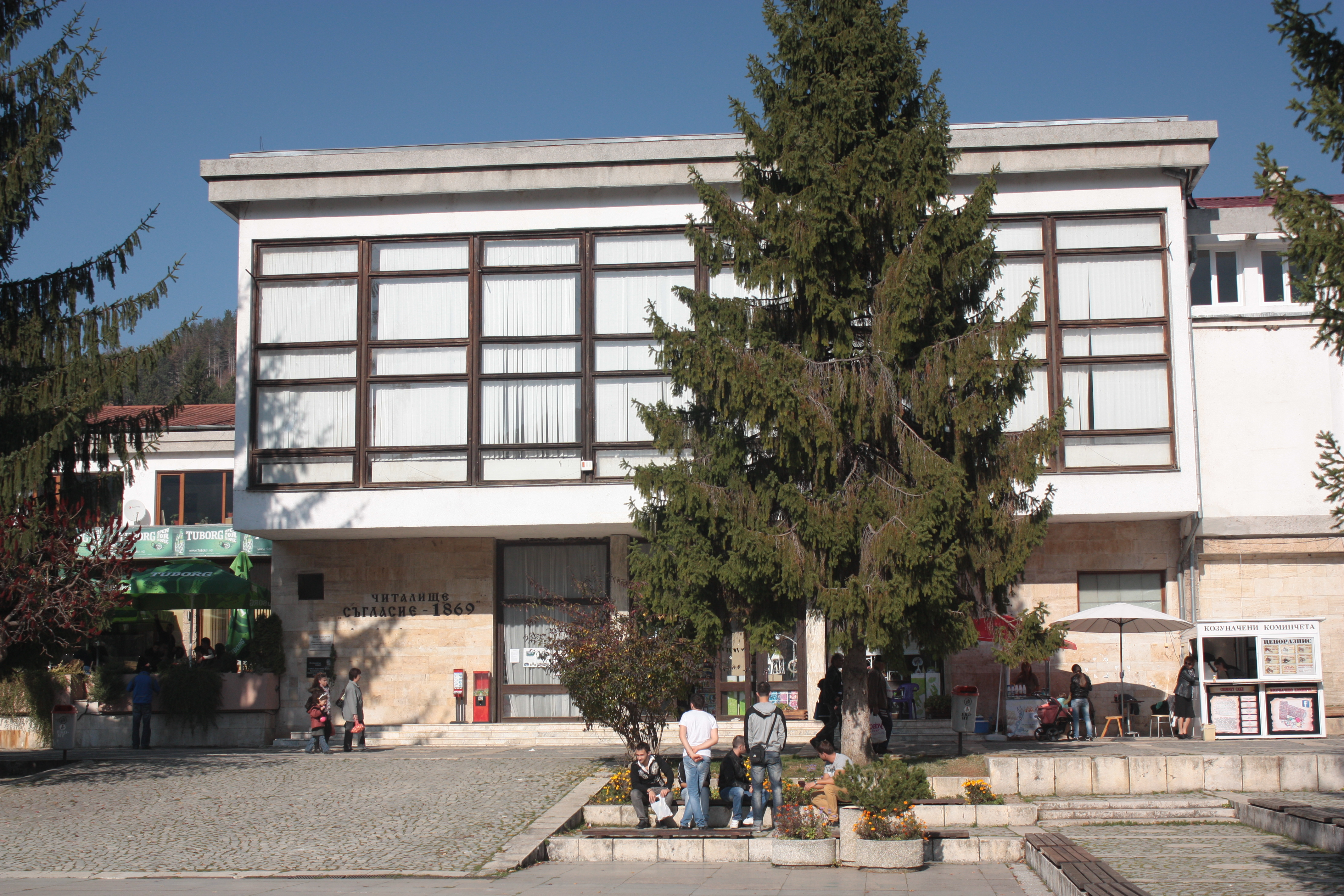
Kulturzentrum "Saglasie"
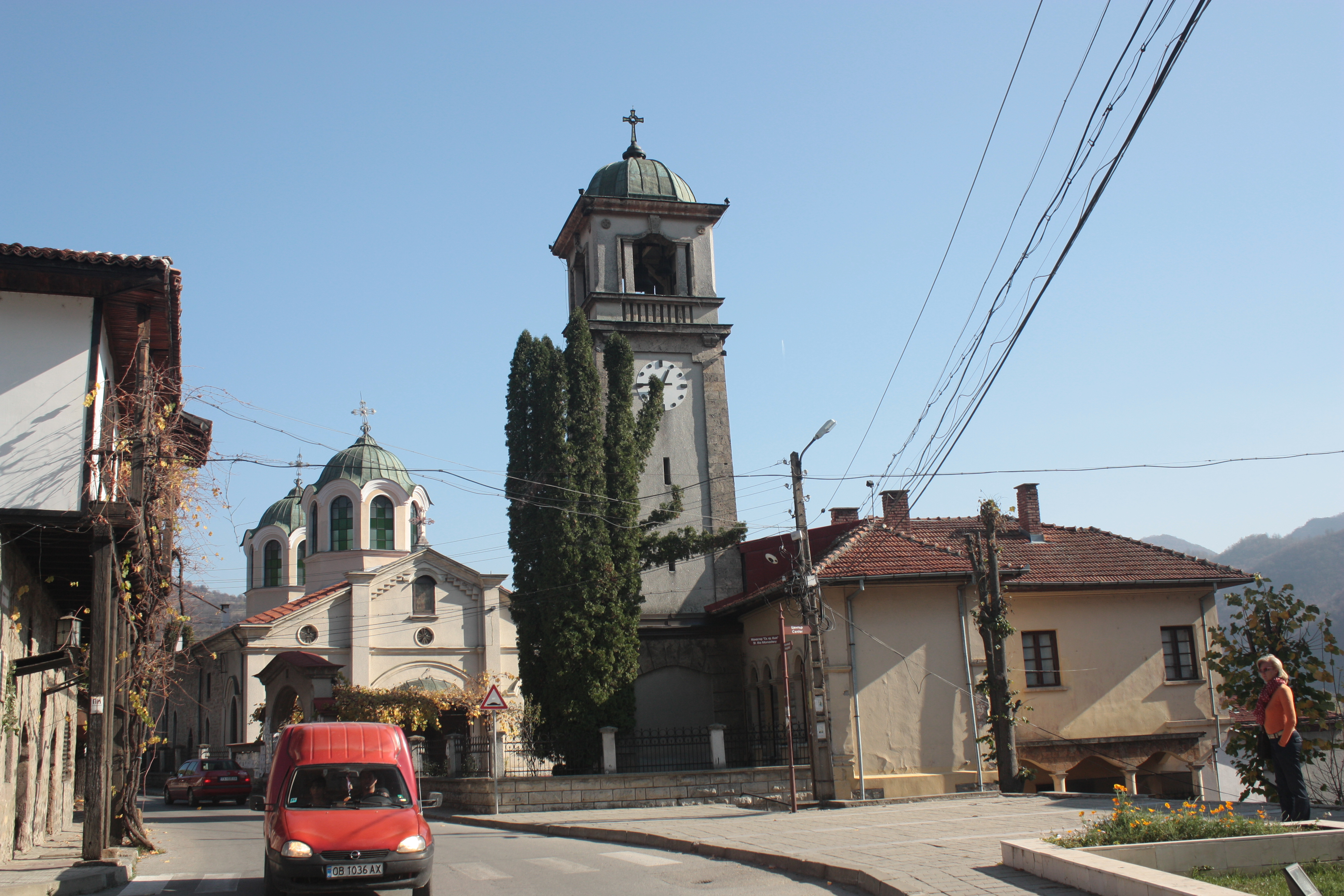
Die Kirche "St. Allerheiligen "
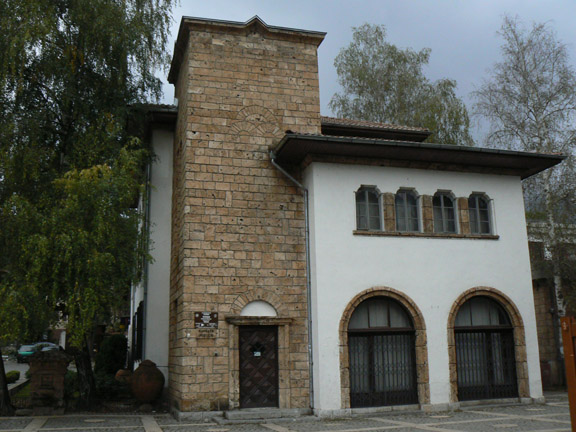
Geschichtsmuseum
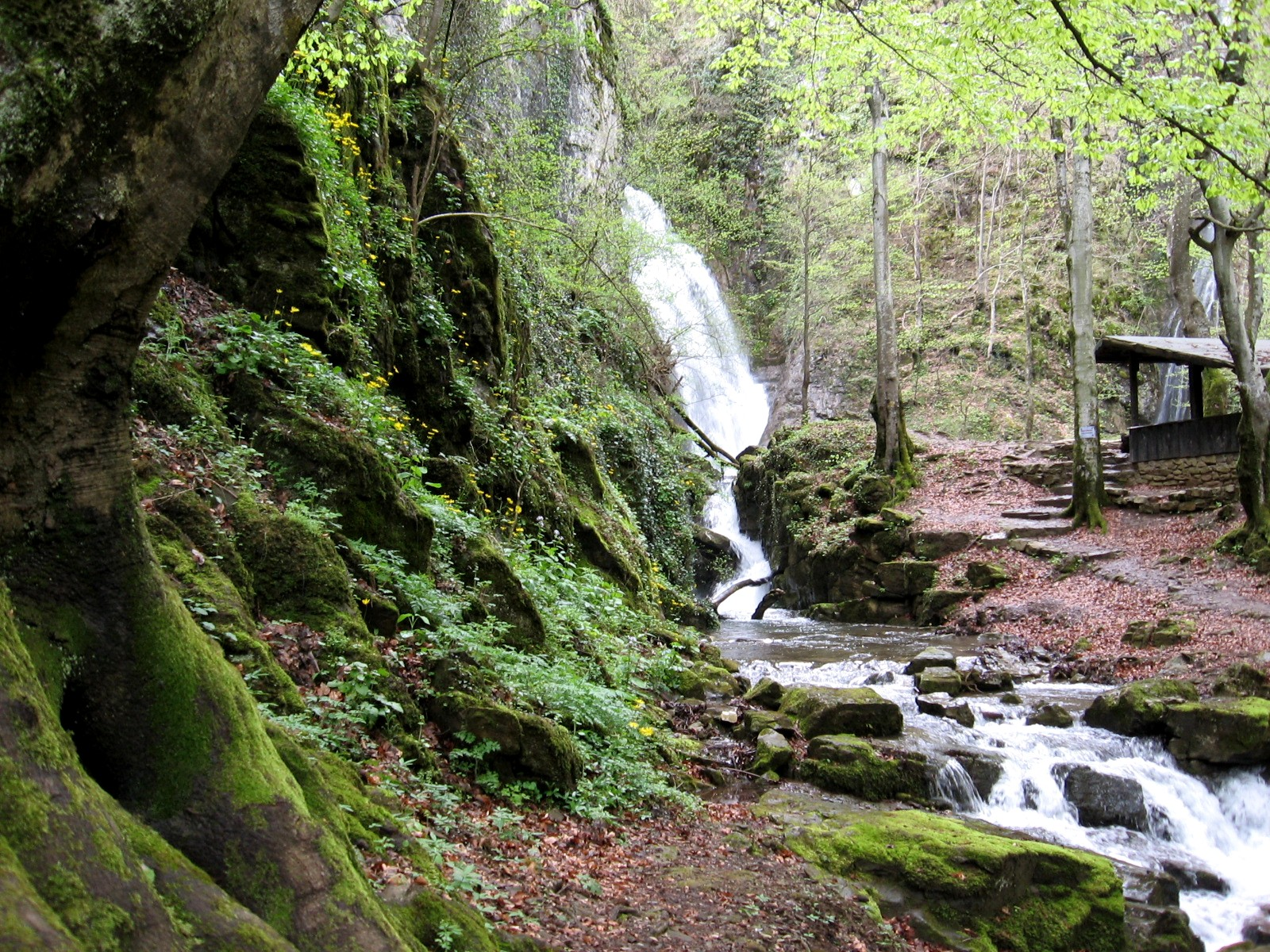
Wasserfall Skoka